# Richard Sainct
Richard Sainct (* 14. April 1970 in Saint-Affrique, Département Aveyron; † 29. September 2004 in Ägypten) war ein französischer Offroad-Motorradrennfahrer, der die Rallye Paris-Dakar 1999, 2000 auf BMW und 2003  auf KTM gewann.
Bei der Pharaonen-Rallye in Ägypten 2004 verunglückte Sainct tödlich. Der Unfall geschah auf der ersten Sonderprüfung der vierten Etappe auf einem sandigen, aber besonders schnellen Teilstück zwischen Bahariyya und der Oase Siwa.
Um ihren Kollegen zu ehren, verzichteten die Motorradfahrer der Dakar-Rallye 2005 auf die Startnummer 1, die dem Vorjahressieger zugestanden hätte.